# Gander

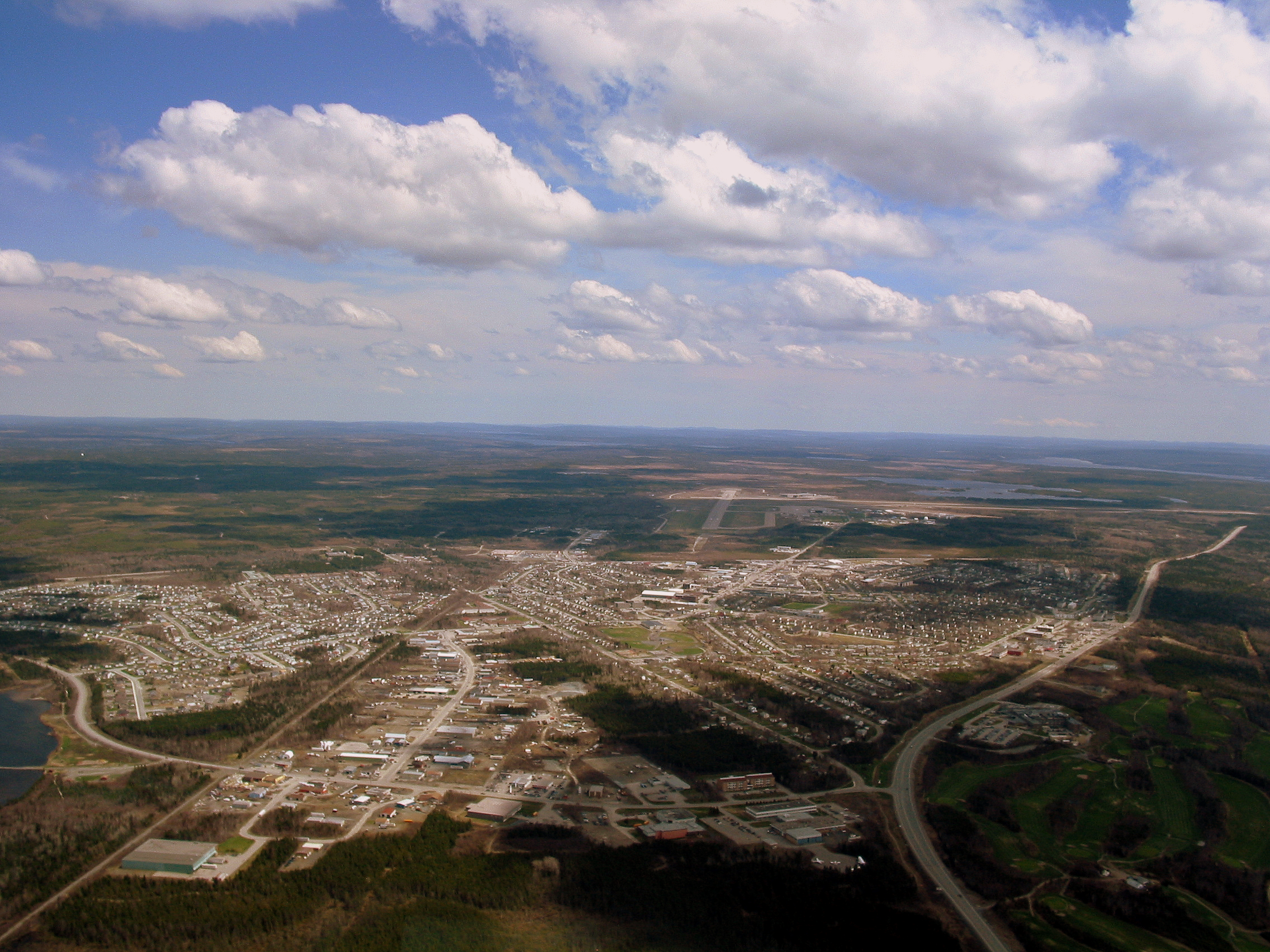
Blick auf Gander

Gander ist eine Kleinstadt (Town) auf Neufundland in der kanadischen Provinz Neufundland und Labrador. Sie liegt am nordöstlichen Ufer des 56 Kilometer langen Gander Lake. Heute ist Gander ein regionales Zentrum. Entstanden ist die Siedlung aber erst, als entschieden wurde, dort einen Flughafen zu bauen. Noch heute ist die Geschichte des Orts eng mit dem Flughafen Gander verbunden. Auch das lokale North Atlantic Aviation Museum widmet sich der Luftfahrt. Die Einwohnerzahl betrug 2016 11.688. 5 Jahre zuvor waren es noch 11.054.

## Geschichte
Gander wurde im Juni 1936 gegründet, um den größten Flughafen der Erde zu bauen, der bei den neu aufkommenden Transatlantikflügen als Zwischenstopp westlich des Atlantiks dienen sollte. Im Januar 1938 landete erstmals ein Flugzeug in Gander auf dem Newfoundland Airport.
Während des Zweiten Weltkriegs wurde im Jahr 1941 aus dem Flughafen die RCAF Station Gander, die das RAF Ferry Command primär als Zwischenstation bei der Überführung von US-amerikanischen Flugzeugen verwendete. Tausende Flugzeuge der United States Army Air Forces starteten von dort zur Überführung Richtung Europa. Zusätzlich waren auf Neufundland Einheiten für die U-Boot-Jagd stationiert. Während dieser Zeit lebten auf der RCAF Station Gander rund 10.000 Personen in Baracken.
Nach dem Krieg wurde der Flughafen wieder von zivilen Behörden übernommen. Mehrere Fluggesellschaften nahmen noch vor Ende 1945 den regulären Flugdienst über Gander auf. Zu dieser Zeit war die Reichweite der Flugzeuge noch sehr beschränkt, so dass keine Nonstop-Flüge zwischen den Metropolen auf beiden Seiten des Atlantiks möglich waren. Im Jahr 1958 wurde Gander an einer neuen, etwas weiter vom Flughafen entfernten Stelle neu gegründet. Die alte Flughafensiedlung wurde aufgegeben.
Ende der 1950er Jahre erhöhte sich die Reichweite der Flugzeuge. Die Propeller-Langstrecken-Verkehrsmaschinen der letzten Generation und die neuen Strahlflugzeuge ermöglichten Nonstop-Flüge, wodurch die Bedeutung Ganders als transatlantisches Luftfahrt-Drehkreuz zurückging. Im Dezember 1985 kam es zu einem schweren Flugunfall. Die von der US-Army, zum Rückflug von Teilen der 101. US-Luftlandedivision von einem Einsatz der Multinational Force and Observers in Ägypten, bei Arrow Air gecharterte Douglas DC-8-63PF stürzte beim Start ab. Dabei kamen alle Insassen des Multinational-Force-and-Observers-Flug 1285R, 248 Soldaten und die acht Besatzungsmitglieder, ums Leben.
Als nach den Anschlägen vom 11. September 2001 in den USA der US-amerikanische Luftraum gesperrt wurde, wurden insgesamt 39 Transatlantikflüge auf den Flughafen von Gander umdirigiert. In kürzester Zeit mussten über 6500 „gestrandete“ Passagiere und Besatzungsmitglieder in der Stadt mit nicht einmal 10.000 Einwohnern untergebracht und verpflegt werden. Den Aussagen der unfreiwilligen Gäste zufolge geschah dies mit unglaublicher Gastfreundschaft und Aufopferungsbereitschaft. Lufthansa hat diesem Verhalten der Bürger zu Ehren eine ihrer Maschinen nach der Stadt benannt. Das Broadway-Musical "Come From Away" erzählt Geschichten einzelner Personen in diesen Tagen in Gander.

## Persönlichkeiten
- Sara Canning (* 1987), Schauspielerin